# 鲁德尼亚区
鲁德尼亚区（俄语：Руднянский район）是俄罗斯联邦伏尔加格勒州下辖的一个区，其行政中心为鲁德尼亚。据2016年统计，该区的人口为15916人。